# Cieneguillas, Hidalgo
Cieneguillas är en ort i Mexiko.   Den ligger i kommunen Hidalgo och delstaten Michoacán de Ocampo, i den södra delen av landet, 170 km väster om huvudstaden Mexico City. Cieneguillas ligger 2 353 meter över havet och antalet invånare är 389.
Terrängen runt Cieneguillas är kuperad. Runt Cieneguillas är det ganska tätbefolkat, med 90 invånare per kvadratkilometer. Närmaste större samhälle är Zinapécuaro, 18,3 km norr om Cieneguillas. I omgivningarna runt Cieneguillas växer i huvudsak blandskog.